# Клінтон Нж'є
Клінтон Муа Нж'є (фр. Clinton Mua N'Jie; нар. 15 серпня 1993, Буеа) — камерунський футболіст, нападник, фланговий півзахисник румунського клубу «Рапід» (Бухарест) і національної збірної Камеруну.

## Клубна кар'єра
Вихованець футбольної школи «Брассрі де Камерун».
У 2011 році переїхав до Франції та дебютував у дорослому футболі виступами за дубль «Ліона».
2012 року приєднався до основної команди клубу «Ліон». Відіграв за команду з Ліона наступні три сезони своєї ігрової кар'єри.
Протягом 2015—2016 років захищав кольори команди клубу «Тоттенгем Готспур».
До складу клубу «Марсель» приєднався 2016 року на правах оренди. У червні 2017 «Марсель» викупив контракт Нж'є. За час виступів у марсельському клубі Нж'є так і не зміг завоювати місце гравця основи, особливо в сезоні 2018/19, де він показав невисоку якість гри та низьку результативність (3 голи у 21 матчі), тож влітку 2019 керівництво клубу виставило камерунця на трансфер.
25 липня 2019 перейшов до московського «Динамо». Вартість трансфера склала 6 мільйонів євро.
29 липня 2022 року перейшов до турецького «Сівасспора», підписавши контракт на два роки.

## Виступи за збірні
2013 року залучався до складу молодіжної збірної Камеруну. На молодіжному рівні зіграв в одному офіційному матчі.
2014 року дебютував в офіційних матчах у складі національної збірної Камеруну.
У складі збірної був учасником Кубка африканських націй 2015 року в Екваторіальній Гвінеї, Кубка африканських націй 2017 року у Габоні та Кубка африканських націй 2019 року в Єгипті.
| Дата       | Місто       | Господарі    | Результат | Гості             | Турнір                                        | Голи | Примітки |
| ---------- | ----------- | ------------ | --------- | ----------------- | --------------------------------------------- | ---- | -------- |
| 6-9-2014   | Кіншаса     | ДР Конго     | 0 – 2     | Камерун           | Відбір до Кубка африканських націй 2015       | 1    |          |
| 10-9-2014  | Яунде       | Камерун      | 4 – 1     | Кот-д'Івуар       | Відбір до Кубка африканських націй 2015       | 2    | 83'      |
| 11-10-2014 | Яунде       | Сьєрра-Леоне | 0 – 0     | Камерун           | Відбір до Кубка африканських націй 2015       | -    |          |
| 15-10-2014 | Яунде       | Камерун      | 2 – 0     | Сьєрра-Леоне      | Відбір до Кубка африканських націй 2015       | -    | 67'      |
| 15-11-2014 | Яунде       | Камерун      | 1 – 0     | ДР Конго          | Відбір до Кубка африканських націй 2015       | -    | 80'      |
| 19-11-2014 | Абіджан     | Кот-д'Івуар  | 0 – 0     | Камерун           | Відбір до Кубка африканських націй 2015       | -    | 66'      |
| 10-1-2015  | Лібревіль   | Камерун      | 1 – 1     | ПАР               | товариський матч                              | -    |          |
| 28-1-2015  | Малабо      | Кот-д'Івуар  | 1 – 0     | Камерун           | Кубок африканських націй 2015 - 1-й етап      | -    | 67'      |
| 30-3-2015  | Нонтабурі   | Таїланд      | 2 – 3     | Камерун           | товариський матч                              | 1    | 90+1'    |
| 6-6-2015   | Коломб      | Буркіна-Фасо | 2 – 3     | Камерун           | товариський матч                              | 2    |          |
| 14-6-2015  | Яунде       | Камерун      | 1 – 0     | Мавританія        | Відбір до Кубка африканських націй 2017       | -    | 78'      |
| 11-10-2015 | Брюссель    | Нігерія      | 3 – 0     | Камерун           | товариський матч                              | -    |          |
| 13-11-2015 | Ніамей      | Нігер        | 0 – 3     | Камерун           | Відбір до ЧС 2018                             | -    | 64'      |
| 17-11-2015 | Яунде       | Камерун      | 0 – 0     | Нігер             | Відбір до ЧС 2018                             | -    | 69'      |
| 30-5-2016  | Нант        | Франція      | 3 – 2     | Камерун           | товариський матч                              | -    | 70'      |
| 12-11-2016 | Яунде       | Камерун      | 1 – 1     | Замбія            | Відбір до ЧС 2018                             | -    |          |
| 5-1-2017   | Яунде       | Камерун      | 2 – 0     | ДР Конго          | товариський матч                              | -    |          |
| 10-1-2017  | Яунде       | Камерун      | 1 – 1     | Зімбабве          | товариський матч                              | -    | 63'      |
| 14-1-2017  | Лібревіль   | Буркіна-Фасо | 1 – 1     | Камерун           | Кубок африканських націй 2017 - 1-й етап      | -    | 77'      |
| 18-1-2017  | Лібревіль   | Камерун      | 2 – 1     | Гвінея-Бісау      | Кубок африканських націй 2017 - 1-й етап      | -    | 46'      |
| 7-10-2017  | Яунде       | Камерун      | 2 – 0     | Алжир             | Відбір до ЧС 2018                             | 1    | 87'      |
| 11-11-2017 | Ндола       | Замбія       | 2 – 2     | Камерун           | Відбір до ЧС 2018                             | -    | 67'      |
| 25-3-2018  | Ель-Кувейт  | Кувейт       | 1 – 3     | Камерун           | товариський матч                              | -    | 73'      |
| 27-5-2018  | Яунде       | Камерун      | 0 – 1     | Буркіна-Фасо      | товариський матч                              | -    | 78'      |
| 16-11-2018 | Касабланка  | Марокко      | 2 – 0     | Камерун           | Відбір до Кубка африканських націй 2019       | -    | 67'      |
| 20-11-2018 | Мілтон-Кінз | Бразилія     | 1 – 0     | Камерун           | товариський матч                              | -    | 65'      |
| 23-3-2019  | Яунде       | Камерун      | 3 – 0     | Коморські Острови | Відбір до Кубка африканських націй 2019       | 1    | 75'      |
| 14-6-2019  | Ель-Вакра   | Камерун      | 1 – 1     | Малі              | товариський матч                              | -    |          |
| 25-6-2019  | Ісмаїлія    | Камерун      | 2 – 0     | Гвінея-Бісау      | Кубок африканських націй 2019 - груповий етап | -    | 68'      |
| 29-6-2019  | Ісмаїлія    | Камерун      | 0 – 0     | Гана              | Кубок африканських націй 2019 - груповий етап | -    |          |
| 2-7-2019   | Ісмаїлія    | Бенін        | 0 – 0     | Камерун           | Кубок африканських націй 2019 - груповий етап | -    | 46'      |
| 6-7-2019   | Александрія | Нігерія      | 3 – 2     | Камерун           | Кубок африканських націй 2019 - чвертьфінал   | 1    | 70'      |
| Усього     |             | Матчів       | 32        |                   | Голів                                         | 9    |          |

## Досягнення
- Чемпіон Африки: 2017
- Бронзовий призер Кубка африканських націй: 2021